# Государственный посредник Норвегии
Государственный посредник Норвегии (норв. Riksmekleren) — норвежское должностное лицо, задачей которого является посредничество между работниками и работодателями в спорах, касающихся заключения или пересмотра коллективных договоров. Система государственного посредничества была введена в Норвегии в 1915 году, когда был принят первый закон «О трудовых спорах». В настоящее время учреждение регулируется законом от 27 января 2012 г. № 9 «О трудовых спорах» и подчиняется Министерству труда и социальных дел. Должность до 1 марта 2012 года, когда вступил в силу новый закон «О трудовых спорах», называлась Riksmeklingsmannen.
Государственный посредник Норвегии назначается правительством сроком на три года. Кроме того, есть восемь постоянных окружных посредников, которые выступают посредниками в спорах местного значения.

## Список государственных посредников
- 1 января 1916 г. - 1 марта 1920 г.: Дж. М. Лунд[3];
- 1 марта 1920 — 1 января 1921 г.: Уильям Ли[3];
- 15 февраля 1921 г. - 8 декабря 1922 г.: П. И. Паульсен (Paul I. Paulsen)[3];
- 8 декабря 1922 г. - 31 декабря 1930 г.: Валентин Восс (Valentin Voss)[3];
- 1 января 1931 г. - 31 декабря 1945 г.: Андреас Клауссен (Andreas Claussen)[2][3];
- 1 января 1946 г. - 18 января 1948 г.: Паал Берг (Paal Berg)[4][3];
- 1 апреля 1948 г. - 1 апреля 1954 г.: Хенрик Лунд (юрист) (Henrik Lundh)[4];
- 1 апреля 1954 г. - 31 декабря 1964 г.: Торальф Эвье (Thoralf Evje)[4];
- 1 января 1965 г. - 31 декабря 1974 г.: Пребен Мунте (Preben Munthe)[4];
- 1 января 1975 г. - 30 ноября 1981 г.: Конрад Б. Кнутсен (Konrad B. Knutsen)[4];
- 15 января 1982 г. - 15 января 1988 г.: Бьорн Хауг (Bjørn Haug)[4];
- 15 января 1988 г. - 31 декабря 2004 г.: Рейдар Вебстер (Reidar Webster)[4];
- 1 января 2005 г. - 16 апреля 2009 г.: Свейн Лонгва (Svein Longva)[3];
- 1 сентября 2009 г. - 31 августа 2013 г.: Кари Джестеби (Kari Gjesteby)[3];
- 1 сентября 2013 г. - 10 июня 2018 г.: Нильс Далсейде (Nils Dalseide)[3];
- 23 ноября 2018 г. - ...: Матс Вильгельм Руланд[3];

## Примечание
1. ↑  Historie | Riksmekleren (норв.). Historie | Riksmekleren. Дата обращения: 13 июля 2022. Архивировано 2 августа 2022 года.
2. 1 2  Om Riksmeklingsmannen – Riksmeklingsmannen (амер. англ.). Дата обращения: 13 июля 2022. Архивировано 13 июля 2022 года.
3. 1 2 3 4 5 6 7 8 9 10  Большая норвежская энциклопедия:riksmekleren
4. 1 2 3 4 5 6 7  Riksmeklere. Дата обращения: 25 июля 2022. Архивировано 2 августа 2022 года.